# Anne Kyllönenová
Anne Kyllönenová (* 30. listopadu 1987 v Kajaani) je finská běžkyně na lyžích. Startovala na sedmi mistrovstvích světa (2011, 2013, 2015, 2017, 2019, 2021, 2023) a na dvou olympiádách (Soči 2014, Peking 2022). Je stříbrnou medailistkou z olympijské štafety.
Její nejúspěšnější sezónou byla 2012/13, kdy ve Světovém poháru skončila sedmá jako nejlepší Finka a na mistrovství světa ve Val di Fiemme obsadila osmé místo na 30 km, což bylo její jediné individuální umístění v TOP10 na světových šampionátech za celou kariéru. Vydařená pro ni byla i sezóna 2013/14, kdy dosáhla 6. místem svého nejlepšího umístění na Tour de Ski a při svém olympijském debutu v Soči absolvovala úvodní úsek finské stříbrné štafety. Ve Světovém poháru v letech 2007 – 2025 absolvovala 18 sezón a 371 závodů a zařadila se na druhé místo historického pořadí za Aino-Kaisa Saarinenovou (378 závodů). V sezóně 2024/2025 byla ve věku 37 let nejstarší závodnicí, která v sezóně startovala.

## Výsledky

### Výsledky na OH
| Rok  | Věk | 10 km | 15 km skiatlon | 30 km hromadný start | sprint | 4 × 5 km štafeta | sprint dvojic |
| ---- | --- | ----- | -------------- | -------------------- | ------ | ---------------- | ------------- |
| 2014 | 26  | 13.   | 32.            | —                    | 16.    | 2.               | —             |
| 2022 | 34  | 16.   | 22.            | 20.                  | —      | 4.               | —             |

### Výsledky na MS
| Rok  | Věk | 10 km | 15 km skiatlon | 30 km hromadný start | sprint | 4 × 5 km štafeta | sprint dvojic |
| ---- | --- | ----- | -------------- | -------------------- | ------ | ---------------- | ------------- |
| 2011 | 23  | —     | —              | —                    | 33.    | —                | —             |
| 2013 | 25  | —     | 17.            | 8.                   | 26.    | 5.               | —             |
| 2015 | 27  | —     | —              | 21.                  | 20.    | —                | 10.           |
| 2017 | 29  | 38.   | 12.            | —                    | —      | —                | —             |
| 2019 | 31  | —     | —              | —                    | 33.    | —                | 7.            |
| 2021 | 33  | 40.   | —              | —                    | 37.    | —                | —             |
| 2023 | 35  | —     | DNF            | 26.                  | 24.    | —                | —             |

### Výsledky ve Světovém poháru
| Sezóna  | Věk | Sezónní výsledky | Sezónní výsledky | Sezónní výsledky | Sezónní výsledky | Výsledky na Ski Tour | Výsledky na Ski Tour | Výsledky na Ski Tour | Výsledky na Ski Tour |
| Sezóna  | Věk | Celkově          | Distance         | Sprinty          | Nordic Opening   | Tour de Ski          | WC Final             | Ski Tour Kanada      |                      |
| ------- | --- | ---------------- | ---------------- | ---------------- | ---------------- | -------------------- | -------------------- | -------------------- | -------------------- |
| 2007/08 | 20  | neklas.          | neklas.          | neklas.          | —                | —                    | —                    | —                    |                      |
| 2008/09 | 21  | neklas.          | neklas.          | neklas.          | —                | —                    | —                    | —                    |                      |
| 2009/10 | 22  | 90.              | neklas.          | 65.              | —                | —                    | —                    | —                    |                      |
| 2010/11 | 23  | 44.              | 42.              | 25.              | DNF              | DNF                  | 34.                  | —                    |                      |
| 2011/12 | 24  | 21.              | 25.              | 9.               | 15.              | 21.                  | 20.                  | —                    |                      |
| 2012/13 | 25  | 7.               | 5.               | 5.               | 11.              | 9.                   | 8.                   | —                    |                      |
| 2013/14 | 26  | 11.              | 13.              | 10.              | 15.              | 6.                   | 23.                  | —                    |                      |
| 2014/15 | 27  | 20.              | 25.              | 23.              | 31.              | 14.                  | —                    | —                    |                      |
| 2015/16 | 28  | 10.              | 7.               | 19.              | 21.              | 7.                   | —                    | 8.                   |                      |
| 2016/17 | 29  | 14.              | 16.              | 47.              | 17.              | 7.                   | 28.                  | —                    |                      |
| 2017/18 | 30  | 63.              | 47.              | 65.              | 34.              | DNF                  | DNF                  | —                    |                      |
| 2018/19 | 31  | 67.              | 47.              | neklas.          | —                | DNF                  | 37.                  | —                    |                      |
| 2019/20 | 32  | 21.              | 19.              | 23.              | 37.              | 13.                  | —                    | —                    |                      |
| 2020/21 | 33  | 89.              | 67.              | 73.              | 47.              | —                    | —                    | —                    |                      |
| 2021/22 | 34  | 25.              | 24.              | 39.              | —                | 15.                  | —                    | —                    |                      |
| 2022/23 | 35  | 29.              | 23.              | 39.              | —                | 19.                  | —                    | —                    |                      |
| 2023/24 | 36  | 33.              | 31.              | 29.              | —                | 20.                  | —                    | —                    |                      |
| 2024/25 | 37  | 61.              | 54.              | 49.              | —                | —                    | —                    | —                    |                      |

## Největší úspěchy
- ZOH 2014: 2. místo ve štafetě